# Lenomyia similis
Lenomyia similis är en tvåvingeart som beskrevs av James 1977. Lenomyia similis ingår i släktet Lenomyia och familjen vapenflugor. Inga underarter finns listade i Catalogue of Life.